# Hrabstwo Elbert (Kolorado)

Piramida wieku hrabstwa

Hrabstwo Elbert to hrabstwo w stanie Kolorado. United States Census Bureau podaje, że w 2000 liczba mieszkańców wynosiła 19 872. W hrabstwie było 6 770 gospodarstw domowych i 5 652 rodziny. Stolicą hrabstwa jest Kiowa, a największym miastem Kiowa.

## Miasta
- Elizabeth
- Kiowa
- Simla

## CDP
- Elbert
- Ponderosa Park